# Fuji Dream Airlines
Fuji Dream Airlines Co., Ltd. (FDA) (яп. 株式会社フジ ドリーム エアラインズ Кабусики-гайся Fuji Dorīmu Earainzu) — небольшая региональная авиакомпания Японии со штаб-квартирой в префектуре Сидзуока, работающая в сфере регулярных пассажирских перевозок на самолётах семейства Embraer E-Jets.
Основными узловыми аэропортами (хабами) выявляются аэродром Нагоя и аэропорт Сидзуока, основными пунктами назначения в маршрутной сети выступают аэропорты Фукуока и Кобе.

## История
30 ноября 2007 года японская компания «Suzuyo & Co., Ltd.» подписала контракт на сумму примерно 87 миллионов долларов на покупку двух пассажирских самолётов Embraer E170, став тем самым вторым (после J-Air) японским клиентом корпорации Эмбраер. Авиакомпания Fuji Dream Airlines была основана 24 июня следующего года в качестве дочерней компании Suzuyo & Co, получив стартовый капитал в размере 450 миллионов японских иен. Первым генеральным директором перевозчика стал Йохеи Сузуки.
27 октября 2008 года Fuji Dream Airlines получила сертификат Японского управления гражданской авиации (JCAB) на осуществление коммерческих перевозок на самолётах Embraer E170. Свой первый лайнер компания получила 20 февраля 2009 года. 15 июня того же года в контракт с Эмбаер было внесено изменение, которое позволило в качестве второго самолёта приобрести более вместительный Embraer E175, в результате поставленный перевозчику в январе 2010 года.
Fuji Dream Airlines начала операционную деятельность 23 июля 2009 года с запуска трёх регулярных рейсов с аэропорта Сидзуока в аэропорты Комацу, Кагосима и Кумамото. 1 апреля 2010 года авиакомпания открыла маршруты из Мацумото в Фукуоку и Саппоро (Титосэ), заменив на этих направлениях Japan Airlines по код-шеринговому соглашению с этим магистральным перевозчиком.
Маршрутная сеть Fuji Dream Airlines в дальнейшем расширялась сообразно поступлению новых самолётов в парк перевозчика. В октябре 2010 года были открыты маршруты из Сидзуоки в Нагою (Комаки) и Фукуоку, в марте следующего года — из Нагои в Кумамото и из Сидзуоки в Саппоро (Титосэ), в августе 2011 года — из Нагои в Аомори и Ханамаки, в октябре того же года — между Фукуокой и Ниигатой, в январе 2013 года — из Нагои в Коти, в марте 2014 года — из Нагои в аэропорт Ямагата, в марте 2015 года — из Нагои в аэропорты Идзумо и Китакюсю. В апреле 2016 года авиакомпания объявила об открытии регулярных перевозок в Саппоро и между Сидзуокой и Окадамой.
В январе 2018 года компания объявила об открытии в марте и апреле соответственно регулярных рейсов из Идзумо в Сидзуоку и Сендай. В течение следующего года Fuji Dream Airlines последовательно запустила новые маршруты из Кобе в Идзумо, Коти и Мацумото.

## Маршрутная сеть

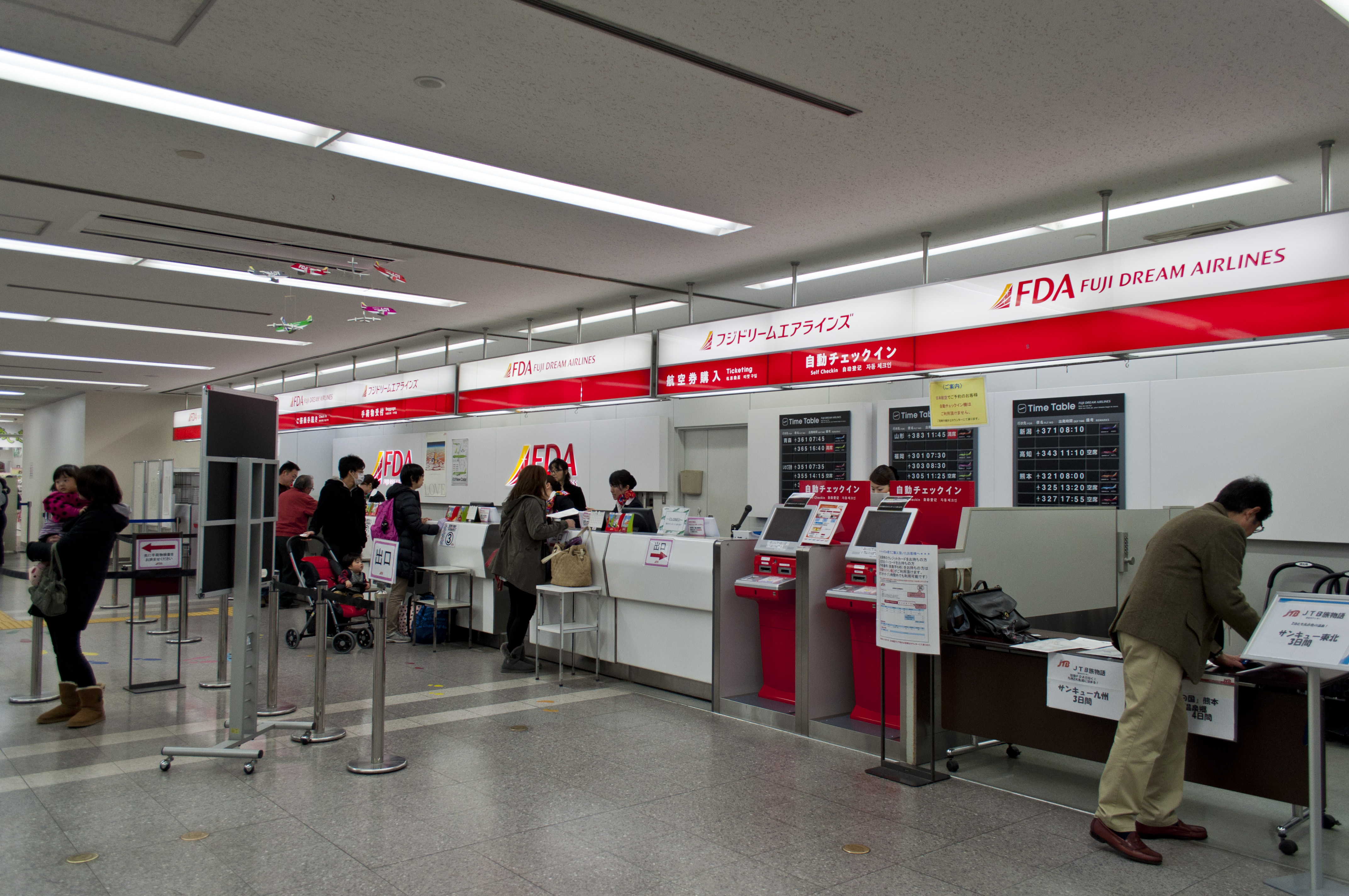
Зона регистрации Fuji Dream Airlines в Нагое

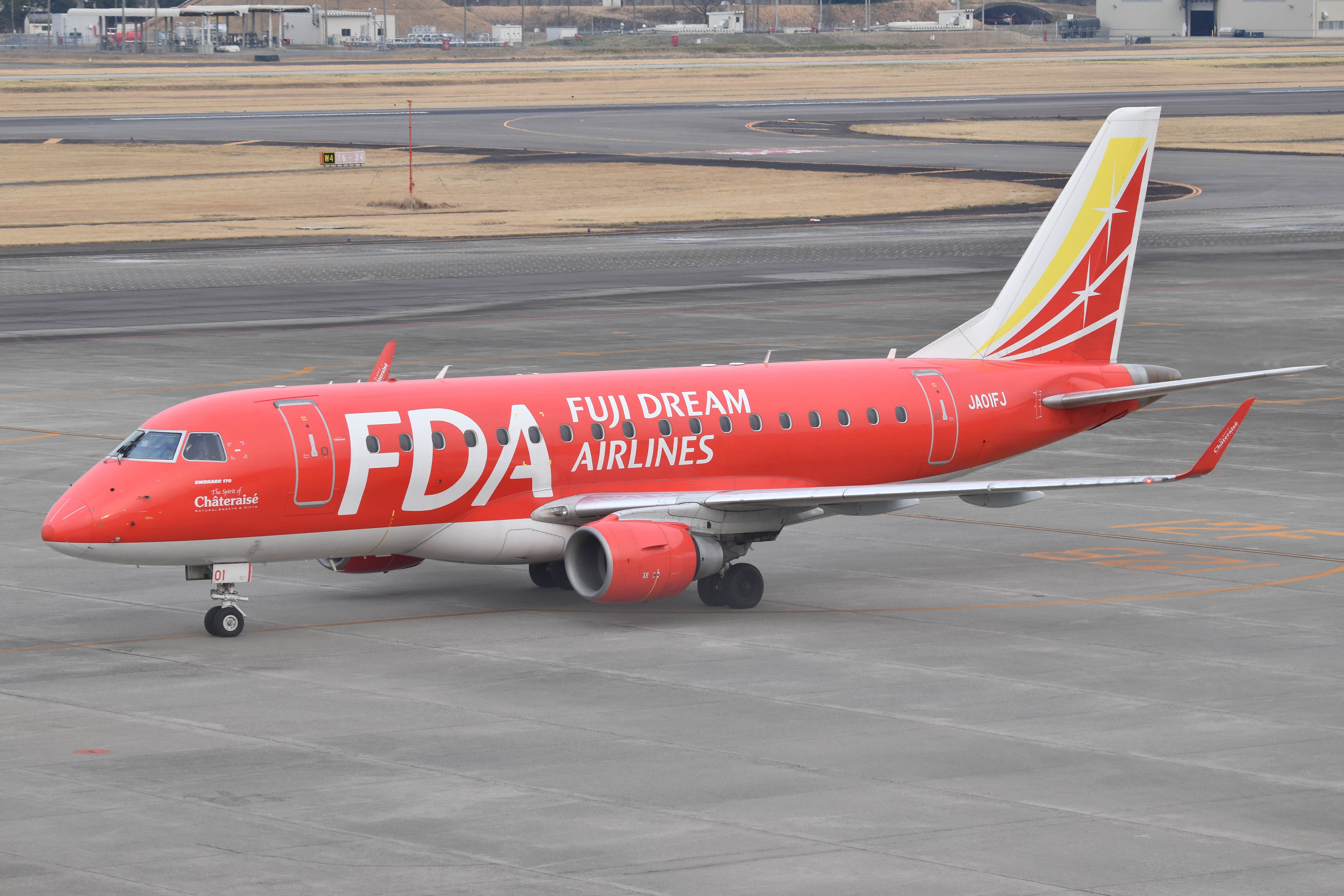
Embraer E170 Fuji Dream Airlines в аэропорту Нагои

В марте 2020 года маршрутная сеть регулярных перевозок Fuji Dream Airlines включала следующие пункты назначения:
| Остров   | Город    | Аэропорт              | Примечания | Refs   |
| Хоккайдо | Саппоро  | Новый аэропорт Титосе |            | [ 12 ] |
| Хоккайдо | Саппоро  | Аэропорт Окадама      | сезонный   | [ 21 ] |
| Хонсю    | Аомори   | Аэропорт Аомори       |            | [ 16 ] |
| Хонсю    | Ханамаки | Аэропорт Ханамаки     |            | [ 16 ] |
| Хонсю    | Идзумо   | Аэропорт Идзумо       |            | [ 20 ] |
| Хонсю    | Кобе     | Аэропорт Кобе         |            | [ 23 ] |
| Хонсю    | Комацу   | Аэропорт Комацу       | прекращён  | [ 9 ]  |
| Хонсю    | Мацумото | Аэропорт Мацумото     |            | [ 12 ] |
| Хонсю    | Нагоя    | Аэродром Нагоя        | хаб        | [ 14 ] |
| Хонсю    | Ниигата  | Аэропорт Ниигата      |            | [ 17 ] |
| Хонсю    | Сендай   | Аэропорт Сендай       |            | [ 22 ] |
| Хонсю    | Сидзуока | Аэропорт Сидзуока     | хаб        | [ 9 ]  |
| Хонсю    | Хигасине | Аэропорт Ямагата      |            | [ 19 ] |
| Кюсю     | Фукуока  | Аэропорт Фукуока      |            | [ 12 ] |
| Кюсю     | Кагосима | Аэропорт Кагосима     |            | [ 9 ]  |
| Кюсю     | Китакюсю | Аэропорт Китакюсю     |            | [ 20 ] |
| Кюсю     | Кумамото | Аэропорт Кумамото     |            | [ 9 ]  |
| Сикоку   | Коти     | Аэропорт Коти         |            | [ 18 ] |

### Партнёрские соглашения
Fuji Dream Airlines работает по код-шеринговому соглашению с магистральной авиакомпанией Japan Airlines.

## Воздушный флот
В марте 2019 года воздушный флот авиакомпании Fuji Dream Airlines составляли следующие самолёты:
| Тип самолёта | В эксплуатации | Заказано | Пассажирских мест | Примечания |
| ------------ | -------------- | -------- | ----------------- | ---------- |
| Embraer E170 | 3              | —        | 76                |            |
| Embraer E175 | 13             | 1        | 84                |            |
| Всего        | 16             | 1        |                   |            |